# Schmalspurbahn Przeworsk–Dynów
| |                         |                        |                        |
| Kursbuchstrecke: | 119 (1986)              |                        |                        |
| Streckenlänge: | 45,846 km               |                        |                        |
| Spurweite: | 760 mm; ab 1951: 750 mm |                        |                        |
| |                         |                        |                        |
| \| \| 0,000 \| Przeworsk Wąskotorowy \| Przeworsk Wąskotorowy \| \| \| 4,7 \| Mleczka \| Mleczka \| \| \| 8,959 \| Urzejowice \| Urzejowice \| \| \| 10,0 \| Mleczka Zachodnia \| Mleczka Zachodnia \| \| \| 10,950 \| Krzeczowice \| Krzeczowice \| \| \| 14,687 \| Kańczuga \| Kańczuga \| \| \| \| Łopuszka Mała \| \| \| \| 18,550 \| Łopuszka Wielka \| Łopuszka Wielka \| \| \| 20,971 \| Manasterz \| Manasterz \| \| \| 25,400 \| Zagórze k. Kańczugi \| Zagórze k. Kańczugi \| \| \| 28,498 \| Hadle Szklarskie \| Hadle Szklarskie \| \| \| 33,062 \| Jawornik Polski \| Jawornik Polski \| \| \| 35,324 \| Tunnel Szklary (599 m) \| Tunnel Szklary (599 m) \| \| \| \| Szklary Tunel \| \| \| \| 37,256 \| Szklary \| Szklary \| \| \| 42,229 \| Bachórz Brzozowski \| Bachórz Brzozowski \| \| \| 45,846 \| Dynów \| Dynów \| |                         |                        |                        |
| Kopfbahnhof Streckenanfang | 0,000                   | Przeworsk Wąskotorowy  | Przeworsk Wąskotorowy  |
| Brücke über Wasserlauf | 4,7                     | Mleczka                | Mleczka                |
| Haltepunkt / Haltestelle | 8,959                   | Urzejowice             | Urzejowice             |
| Brücke über Wasserlauf | 10,0                    | Mleczka Zachodnia      | Mleczka Zachodnia      |
| Haltepunkt / Haltestelle | 10,950                  | Krzeczowice            | Krzeczowice            |
| Bahnhof | 14,687                  | Kańczuga               | Kańczuga               |
| Haltepunkt / Haltestelle |                         | Łopuszka Mała          | Łopuszka Mała          |
| Haltepunkt / Haltestelle | 18,550                  | Łopuszka Wielka        | Łopuszka Wielka        |
| Haltepunkt / Haltestelle | 20,971                  | Manasterz              | Manasterz              |
| Haltepunkt / Haltestelle | 25,400                  | Zagórze k. Kańczugi    | Zagórze k. Kańczugi    |
| Haltepunkt / Haltestelle | 28,498                  | Hadle Szklarskie       | Hadle Szklarskie       |
| Bahnhof | 33,062                  | Jawornik Polski        | Jawornik Polski        |
| Tunnel | 35,324                  | Tunnel Szklary (599 m) | Tunnel Szklary (599 m) |
| Haltepunkt / Haltestelle |                         | Szklary Tunel          | Szklary Tunel          |
| Haltepunkt / Haltestelle | 37,256                  | Szklary                | Szklary                |
| Haltepunkt / Haltestelle | 42,229                  | Bachórz Brzozowski     | Bachórz Brzozowski     |
| Kopfbahnhof Streckenende | 45,846                  | Dynów                  | Dynów                  |

Die Schmalspurbahn Przeworsk–Dynów ist eine Schmalspurbahn in Polen, die ursprünglich als staatlich garantierte Lokalbahn Przeworsk–Dynów (poln.: Kolej Lokalna Przeworsk–Dynów) erbaut und betrieben wurde. Sie zweigt in Przeworsk von der Bahnstrecke Kraków–Przemyśl ab und führt am Fuß der Waldkarpaten nach Dynów. Sie wurde 1904 für den Transport von Zuckerrüben zur Zuckerfabrik in Przeworsk eröffnet und wird heute auf einer Teilstrecke als museale Touristikbahn betrieben.

## Geschichte

### Vorgeschichte und Bau

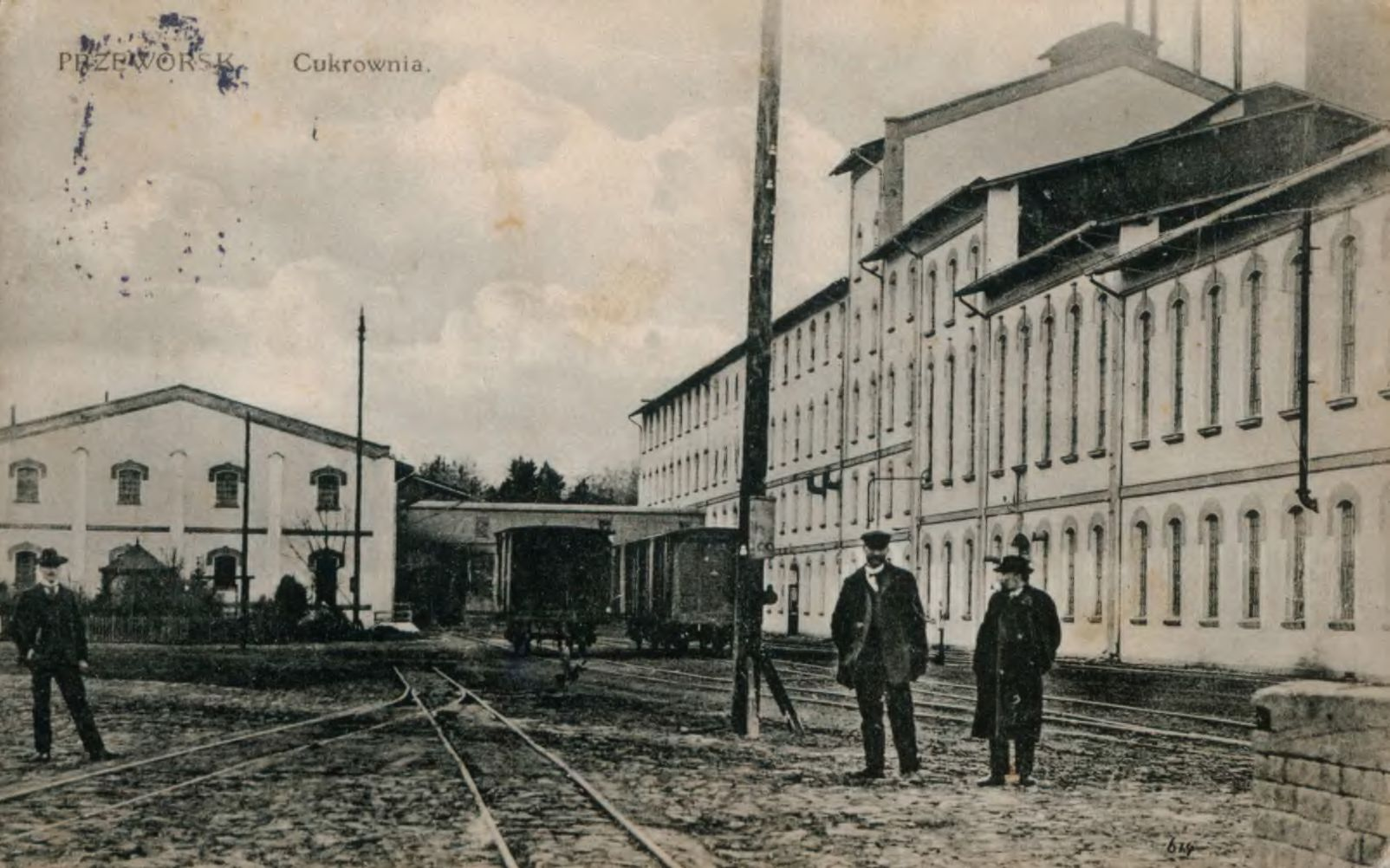
Zuckerfabrik Przeworsk

Der Bau der Strecke wurde 1894 von den damaligen Großgrundbesitzern initiiert, als Galizien noch ein Teil Österreichs war. Andrzej Fürst Lubomirski hatte in Przeworsk eine Zuckerfabrik gebaut und benötigte ein Transportmittel für die Zuckerrüben. Lubomirski war zu dieser Zeit Abgeordneter im Reichsrat in Wien. Ab 1930 war er Mitglied des polnischen Sejm.
Am 15. Februar 1902 erhielt Andreas Fürst Lubomirski 1 die Konzession zum Baue und Betriebe einer als schmalspurige Localbahn auszuführenden Locomotiveisenbahn von der Station Przeworsk der Linie Krakau–Lemberg der k.k. Staatsbahnen nach Bachórz (Dynów). Teil der Konzession war die Verpflichtung, den Bau der Strecke sofort zu beginnen und binnen zwei  Jahren fertigzustellen. Die Konzessionsdauer war auf 90 Jahre festgesetzt. Mit dem Reichsgesetzblatt 76/1903 wurde die Frist für die Fertigstellung der Schmalspurbahn auf den 15. November 1904 erstreckt.
Die Strecke wurde nach österreichischen Normalien und daher mit bosnischer Spurweite (760 mm) errichtet. Anfangs wurden 44 km der Strecke und sechs Bahnhofs- und Wohngebäude sowie Werkstätten in Przeworsk gebaut. Bedeutendster Kunstbau der Strecke ist der 599 m lange Tunnel Szklary. Er kann mit Toren gegen Schneeverwehungen geschützt werden.
Am 8. September 1904 wurde die Strecke eröffnet. Den Betrieb führten die k.k. Staatsbahnen (kkStB) für Rechnung der Eigentümer.

### Betrieb
Hauptzweck der Eisenbahn war der Rübentransport. Lubomirski finanzierte den Bau und veräußerte die Bahn im Jahr 1908 an eine in Lemberg ansässige Aktiengesellschaft mit staatlicher Mehrheitsbeteiligung.
Die Eisenbahn transportierte vor allem Zuckerrüben zur Zuckerfabrik sowie andere land- und forstwirtschaftliche Produkte, Kohle, Kies und Steine. Im ersten vollen Betriebsjahr der Eisenbahn (1905) wurden nur 45.007 Fahrgäste befördert, was zu einer schlechten Rentabilität führte. Die Situation wurde in den Folgejahren durch den Ersatz gemischter Züge durch zwei Personenzüge und einen Güterzug verbessert. Ein Jahr später konnten bereits 62.000 Fahrgäste befördert werden, 1908 waren es 85.000. Kurz vor Kriegsausbruch, 1913, nutzten 110.000 Menschen die Schmalspurbahn. Sie konnten in Wagen der 2. und 3. Klasse fahren.
Die meisten Passagiere (90–96 %) fuhren von 1904 und 1913 mit Wagen der 3. Klasse. Nur 2,3 bis 6,1 % der Reisenden benutzten die bequemen Wagen der 2. Klasse. Die restlichen 0,3 bis 3,8 % der Passagiere reisten mit dem Militärtarif. Erst 1913 wurde ein 1.-Klasse-Wagen beschafft.
Im ersten vollen Betriebsjahr der Eisenbahn (1905) wurden Fracht und Güter mit einem Gesamtgewicht von 25.847 t befördert. In den folgenden Jahren kam es zu einer allmählichen Zunahme des Güterverkehrs. 1909 gab es ein Transportaufkommen von 32.000 t. Ein Jahr später wurden 44.100 t transportiert und 1911 wurde mit einem noch besseren Ergebnis abgeschlossen: 48.900 t.
1911 sind im Wirtschaftshandbuch Compass Severyn Ritter von Skrzynski und Zdislaus 2 Ritter von Skrzynski als Verwaltungsräte der Bahn angegeben.

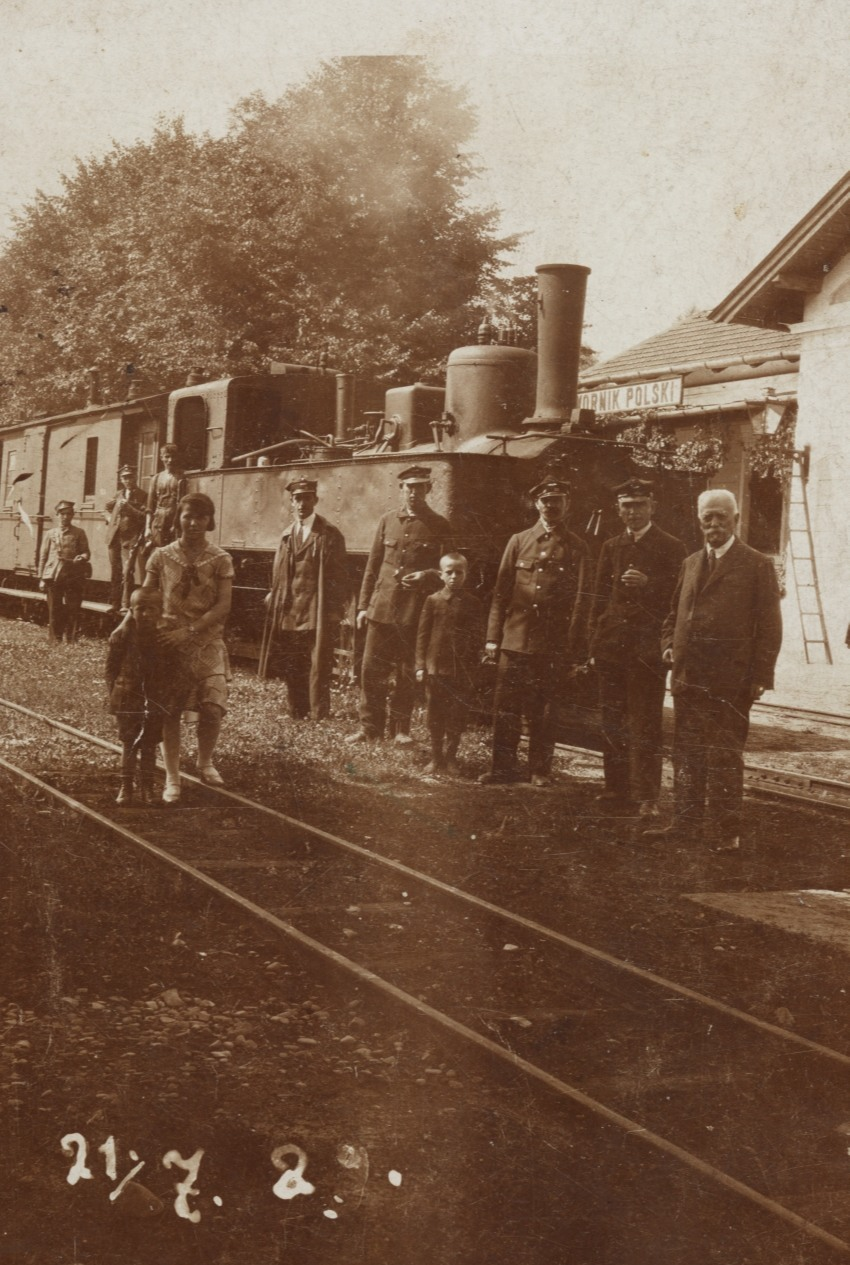
Zug mit Uv 2 im Bahnhof Jawornik Polski (1921)

Nach 1918 wurde die Schmalspurbahn von den Polnischen Staatsbahnen (PKP) betrieben. Nachfrage und Angebot hinsichtlich Personenverkehr waren zu jener Zeit äußerst niedrig. Der PKP-Fahrplan für 1936 wies nur ein einziges Zugpaar aus.
Nach dem deutschen Überfall auf Polen am Beginn des Zweiten Weltkrieges lag die Strecke auf dem Gebiet des sogenannten Generalgouvernementes. Der Sommerfahrplan 1941 verzeichnete zwei Personenzugpaare von Przeworsk Wask. nach Dynow.
In den 1950er Jahren wurde die Spurweite nominell auf 750 mm geändert.
Im Fahrplan der PKP für 1960 sind im Fahrplanbild 127 fünf Zugpaare angegeben.

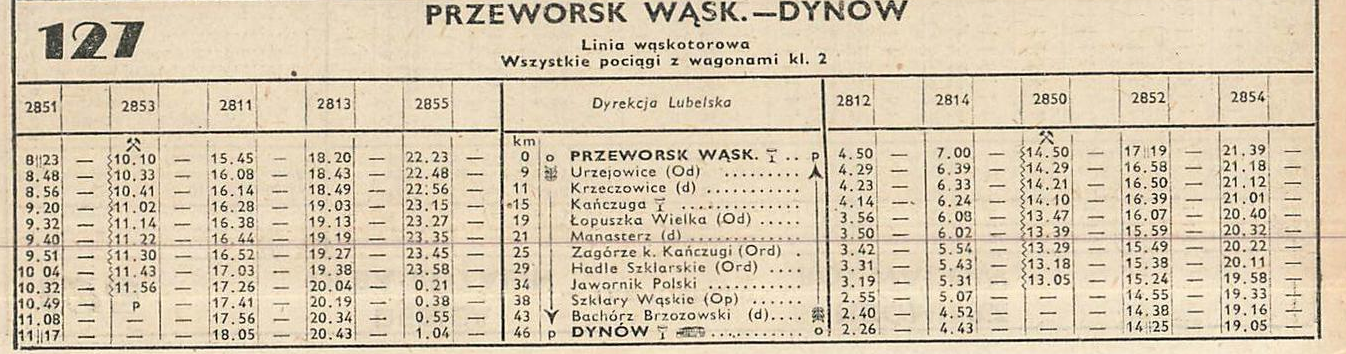
Fahrplanbild 127 der PKP von 1960

Im Kursbuch von 1987 sind es etwa eben so viele.

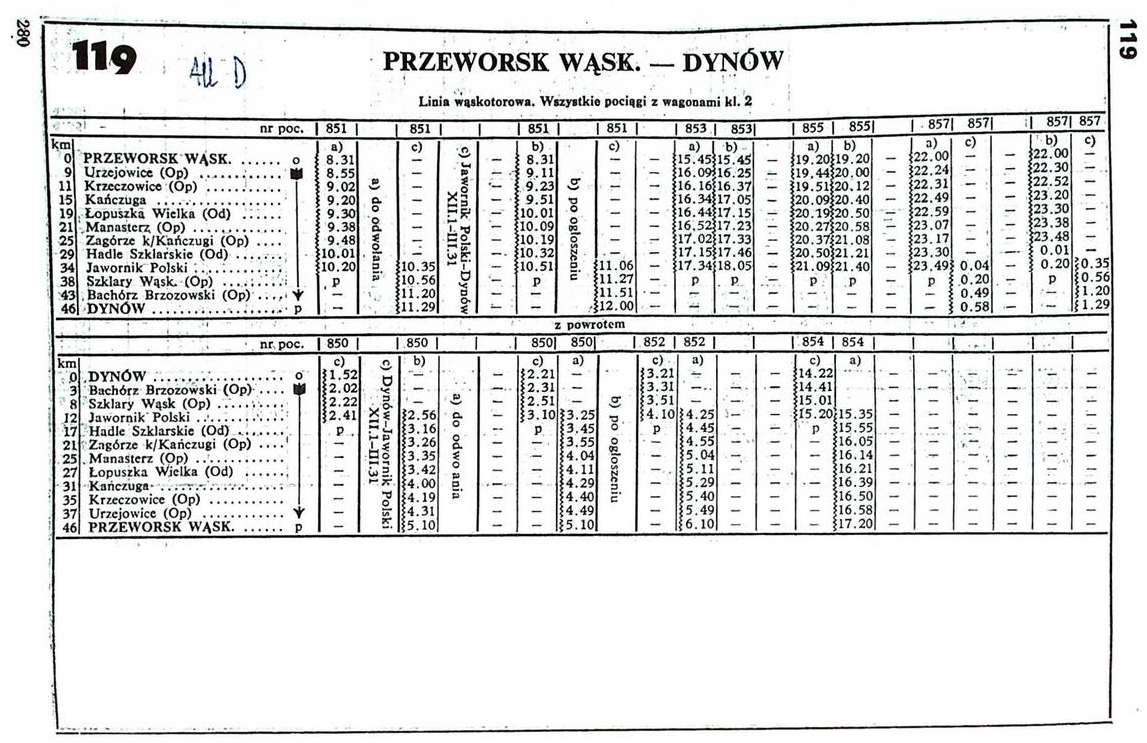
Fahrplanbild 119 der PKP von 1987

Die PKP führten um 1975 Rollwagen für den Transport von Normalspurwagen ein. 1986 wurde die Dampftraktion aufgegeben. Bald darauf wurde der reguläre Personenverkehr eingestellt.
Am 30. September 1991 wurden die Schmalspurbahn und ihr Tunnel unter der Nummer A-463 in das Denkmalregister eingetragen.

### Museumsbahnbetrieb

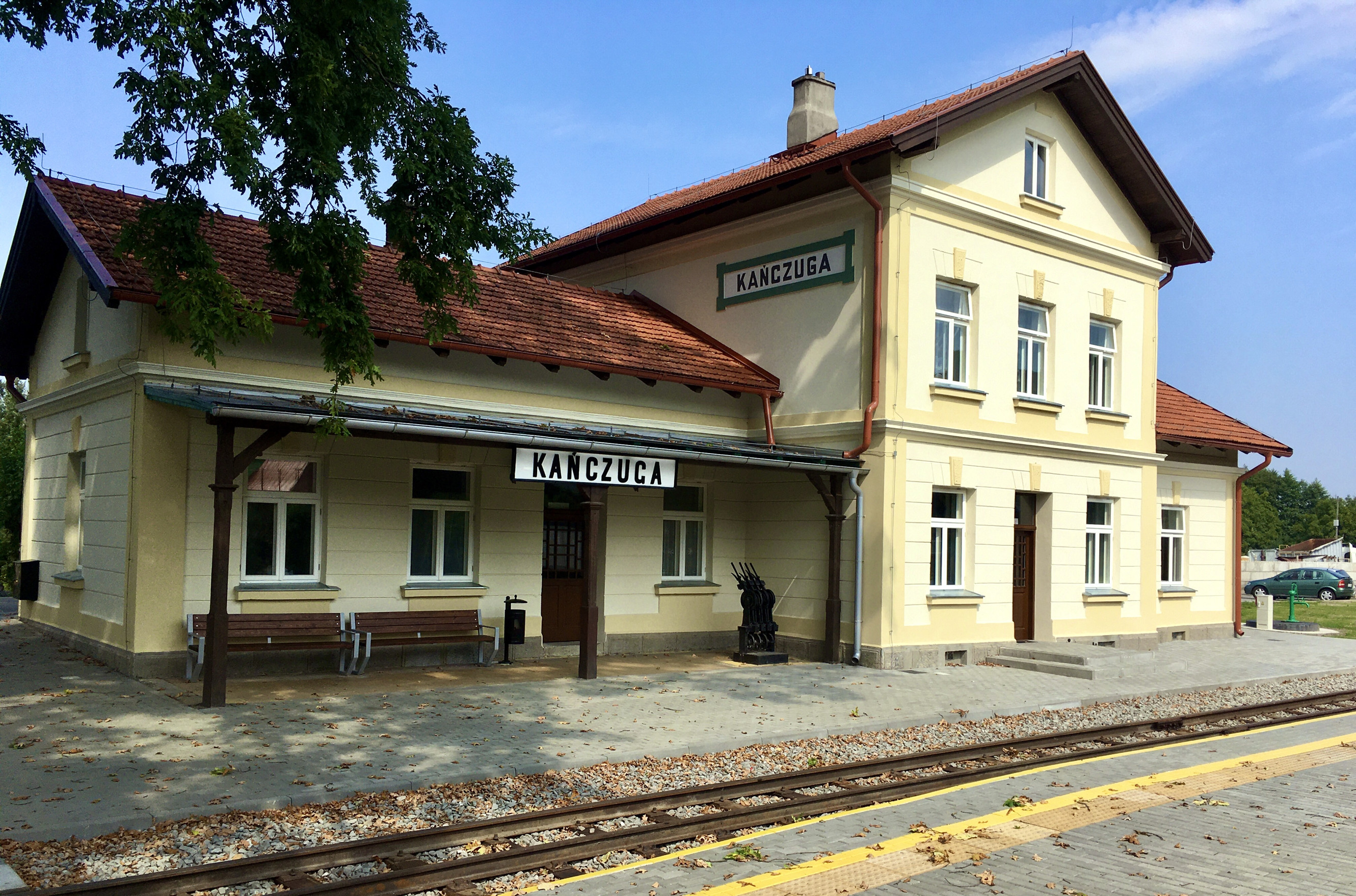
Bahnhof Kańczuga (2023)

Dank eines 2009 gegründeten Verbandes konnte die Stilllegung der Bahnstrecke vermieden werden. Die Przeworska Kolej Dojazdowa verfügt über sechs Lxd2-Lokomotiven, von denen drei betriebsbereit sind und an Wochenenden für den Museumsbahnverkehr eingesetzt werden.

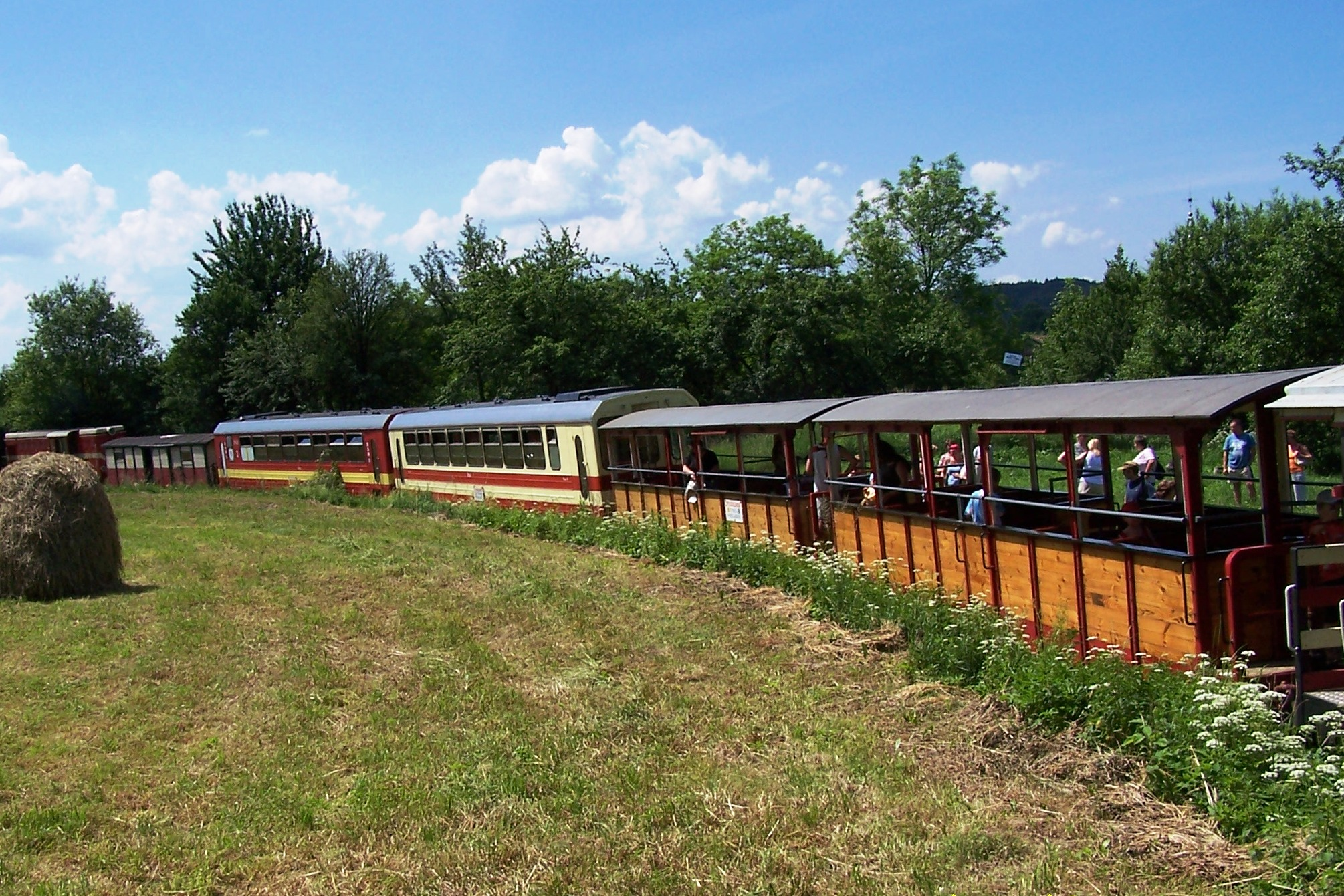
Personenwagen

In der Nacht vom 26. auf den 27. Juni 2020 zerstörte ein Hochwasser beim Dorf Hadle Szklarskie zwei Brücken über die Mleczka und zwei Kilometer der Strecke vollständig. Weitere fünf Kilometer wurden schwer beschädigt. Eisenbahnbetrieb war seitdem nur noch zwischen Przeworsk und Łopuszka Wielka möglich.
Nach der Sanierung des Abschnittes wurde am 1. Juni 2023 der Zugverkehr zwischen Kańczuga und Dynów wieder aufgenommen.

## Fahrzeugeinsatz
Als Erstausstattung erwarben die kkStB für den Betrieb der Strecke drei Lokomotiven der Reihe Uv von Krauss in Linz. Dabei handelte es sich um weiterentwickelte Lokomotiven der Reihe U mit Verbundtriebwerk. Baugleiche Lokomotiven waren vorher schon an die Niederösterreichische Landesbahnen (NÖLB) geliefert worden, wo sie sich bewährt hatten. Die Lokomotiven für die Lokalbahn Przeworsk–Dynów erhielten von den kkStB die Betriebsnummern Uv 1–3. Dazu kamen sieben Personenwagen und 45 Güterwagen.
Nach drei Jahren kamen sechs weitere Güterwagen hinzu, 1910 eine weitere Uv. Nunmehr verfügte die Bahn über vier Lokomotiven der Reihe Uv, sieben Personenwagen und 55 Güterwagen. Nach weiteren drei Jahren wurde der Wagenpark um weitere zehn Güterwagen ergänzt. Alle Fahrzeuge stimmten mit auf anderen österreichischen Schmalspurbahnen verwendeten Baumustern überein.
Zum Ersatz verlorener Lokomotiven wurden im Jahr 1925 zwei weitere Exemplare der Reihe Uv bei Krauss/Linz nachbeschafft. Sie erhielten die Betriebsnummern 3102 und 3103.
In Dynów ist die Dampflokomotive Px 48-1734 als Denkmal aufgestellt.

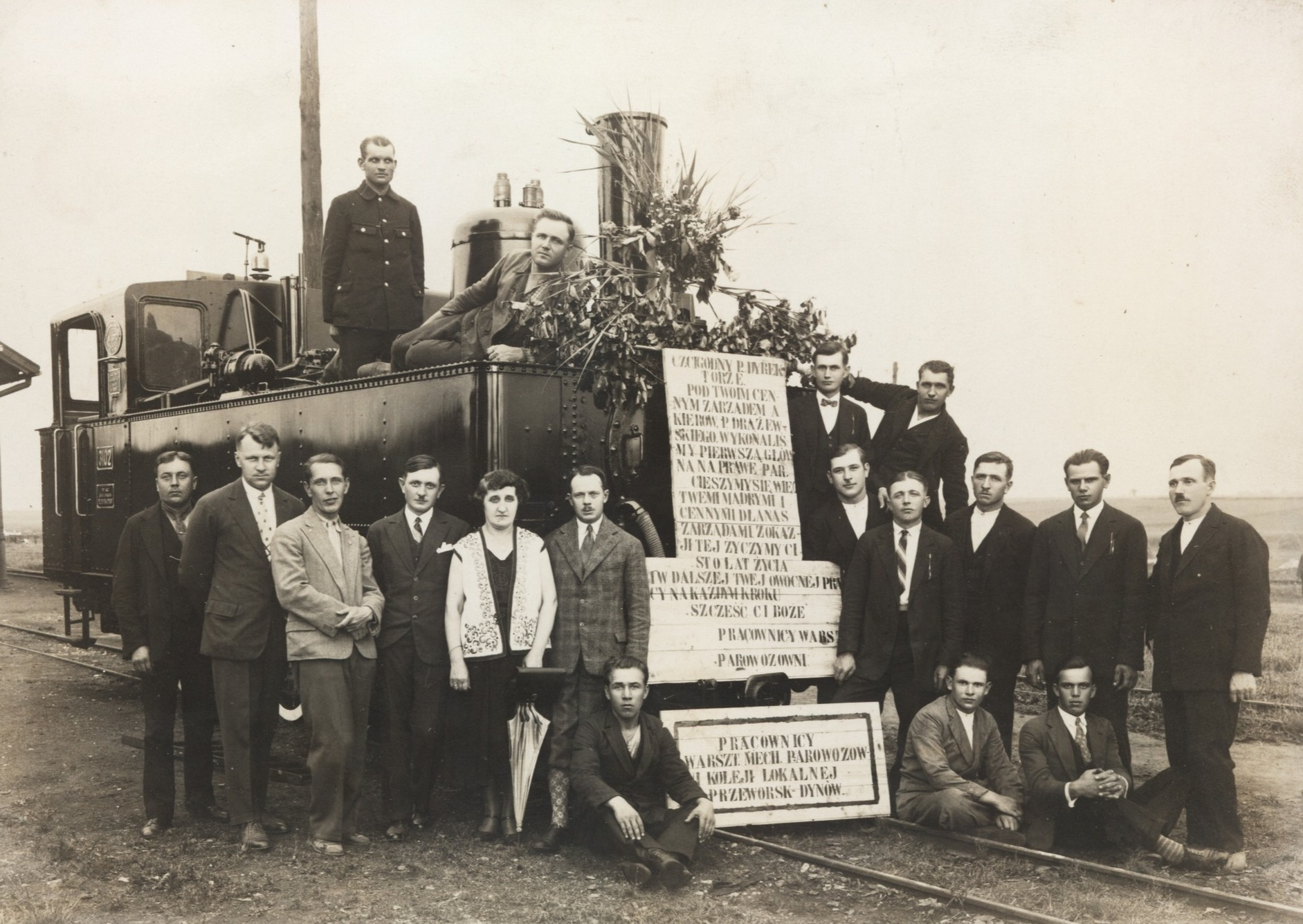
PKP 3102 (Nachbaulokomotive der Reihe Uv)
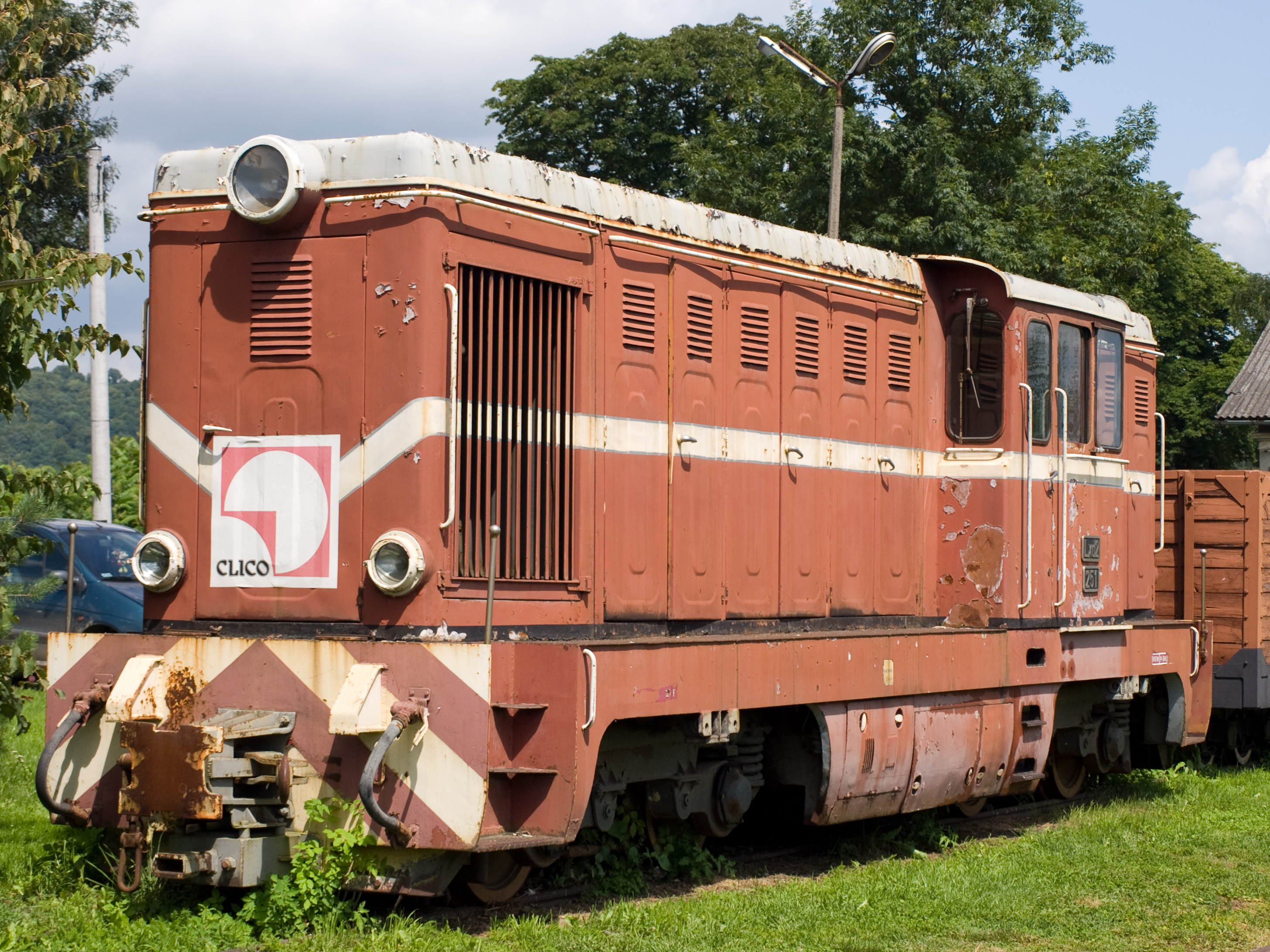
Diesellok Lxd2-251
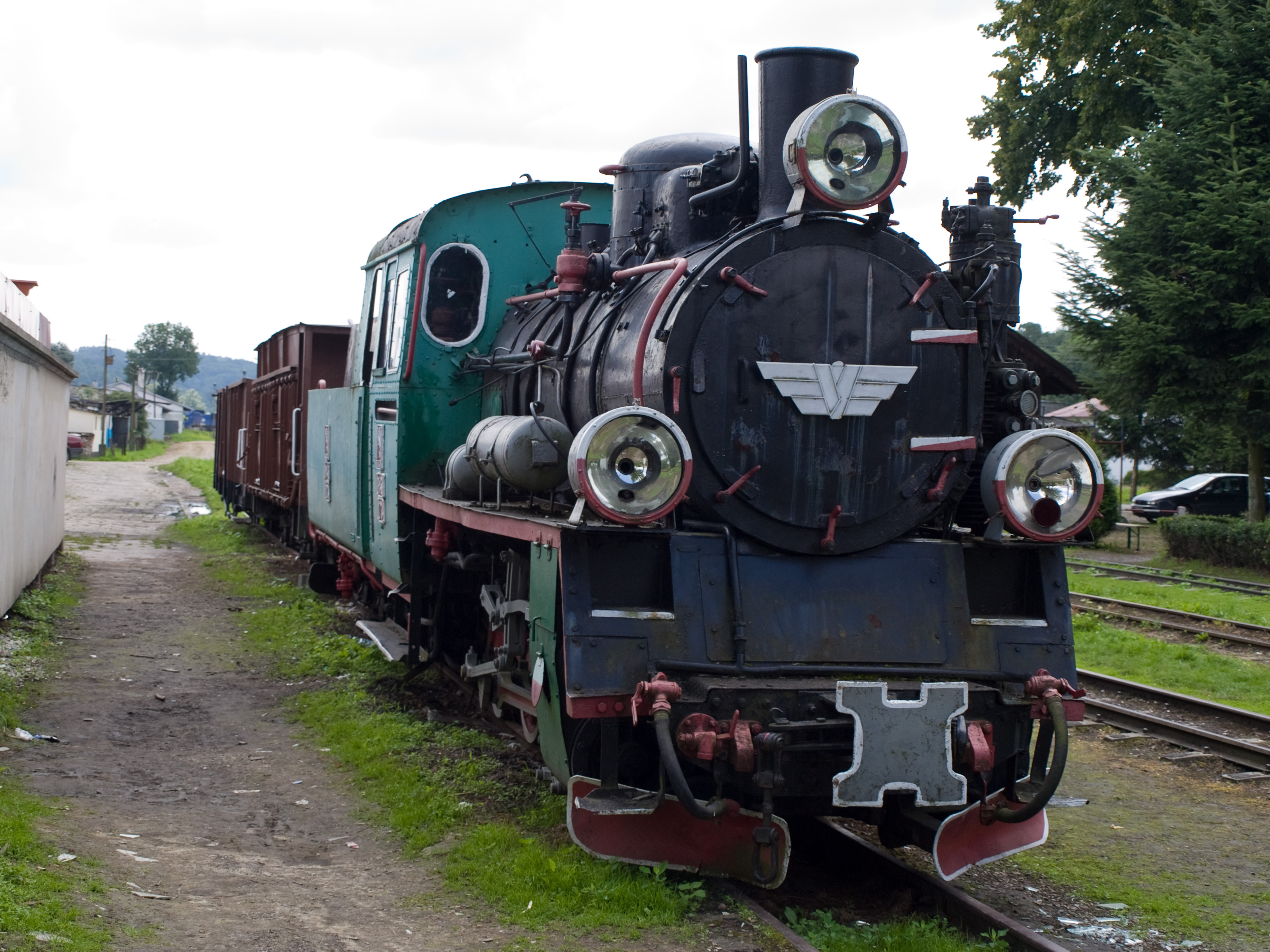
Dampflok Px48-1734